# Harald Buchrucker
Harald Buchrucker (* 21. April 1897 in Elberfeld; † 26. Oktober 1985 in Rüfenacht) war ein deutscher Kunstschmied und Betreiber einer kunstgewerblichen Metallwerkstatt in Ludwigsburg.

## Leben
Buchrucker wurde 1897 als Sohn des Mathematiklehrers Bruno Buchrucker geboren. Er ist der jüngere Bruder von Bruno Ernst Buchrucker. Im Ersten Weltkrieg wurde er wie sein Bruder Offizier. Nach 1919 war er in Ludwigsburg als Teil des 100.000 Mann Heeres stationiert. 1928 nahm er seinen Abschied als Berufssoldat und trat in die Firma Koch & Schenk Chemische Fabrik in Ludwigsburg ein. Er arbeitete zunächst als Vertreter. 
Als das Werkhaus Merz in Ludwigsburg aufgab, übernahm er Anfang 1931 die beiden Angestellten und gründete eine „Werkstatt für kunstgewerbliche Metallarbeit“. Hierbei wurde er von seinem Freund Wilhelm Blutbacher unterstützt. Bereits im Frühjahr 1931 waren Werke aus der Werkstatt auf der Frühjahrsmesse in Leipzig vertreten, ab Herbst des Jahres 1931 auf der von Richard Graul etablierten Grassimesse. Binnen weniger Jahre gelang es der Werkstatt mit ihren „handgeschmiedeten“, d. h. in der Silberschmiedetechnik hergestellten Produkten aus überwiegend Zinn, sich einen festen Platz unter den künstlerisch richtungsweisenden Manufakturen zu sichern.
Produziert wurde sachlich-funktionales Tafel- und Sakralgerät, das sich der Formensprache des Bauhauses bediente. 
Buchrucker gewann mit seinem Arbeiten mehrere Preise, so den Grand Prix und die Ehrenurkunde auf der Weltausstellung in Paris 1937 und eine Medaille auf der Ersten Internationalen Handwerksausstellung in Berlin 1938. Damit erreichten die Produkte aus der Werkstatt internationale künstlerische Anerkennung.
Mit Beginn des Zweiten Weltkriegs stand Zinn als zentraler Ausgangswerkstoff nicht mehr zur Verfügung. Die Produktion wurde daher zunächst auf Messing und Kupfer, später auch auf Aluminium, Cupal und Zink umgestellt. 
Nach dem Zweiten Weltkrieg wurde die Werkstatt unter dem Namen Harald Buchrucker neu begründet. Die Produkte aus der Werkstatt wurden wieder relativ schnell mit Preisen ausgezeichnet. 1957 und 1960 erhielt die Werkstatt den Staatspreis Baden-Württemberg. 1965 kam der Bayrische Staatspreis hinzu. Im Jahr darauf folgte der Hessische Staatspreis. Bereits 1958 erhielt man auf der Weltausstellung in Brüssel eine Ehrenurkunde. Die Werkstatt stand damals auf ihrem künstlerischen und wirtschaftlichen Höhepunkt der Nachkriegszeit.
Aufgrund von wirtschaftlichen Schwierigkeiten wurde die Werkstatt Ende Mai 1985 liquidiert.
Harald Buchrucker starb wenige Monate später im Urlaub.
Harald Buchrucker war in erster Ehe mit Elfriede Schenk verheiratet. Nach dem Tod seiner ersten Frau heiratete er 1937 Käthe Carp (1912–2005) aus Kassel. 
Das Paar war auch Sammler moderner Kunst.

## Werke (Auswahl)
- Abendmahlsgerät aus Zinn für die Eberhardskirche in Tübingen[1]